# László Keglovich
László Keglovich (Sopron, 4 de fevereiro de 1940) é um ex-futebolista e treinador húngaro, campeão olímpico. 

## Carreira
László Keglovich fez parte do elenco medalha de ouro, nos Jogos Olímpicos de 1968.

## Ligações Externas
- «Perfil de László Keglovich» (em inglês). em torneios FIFA